# Ведьмы Беневенто

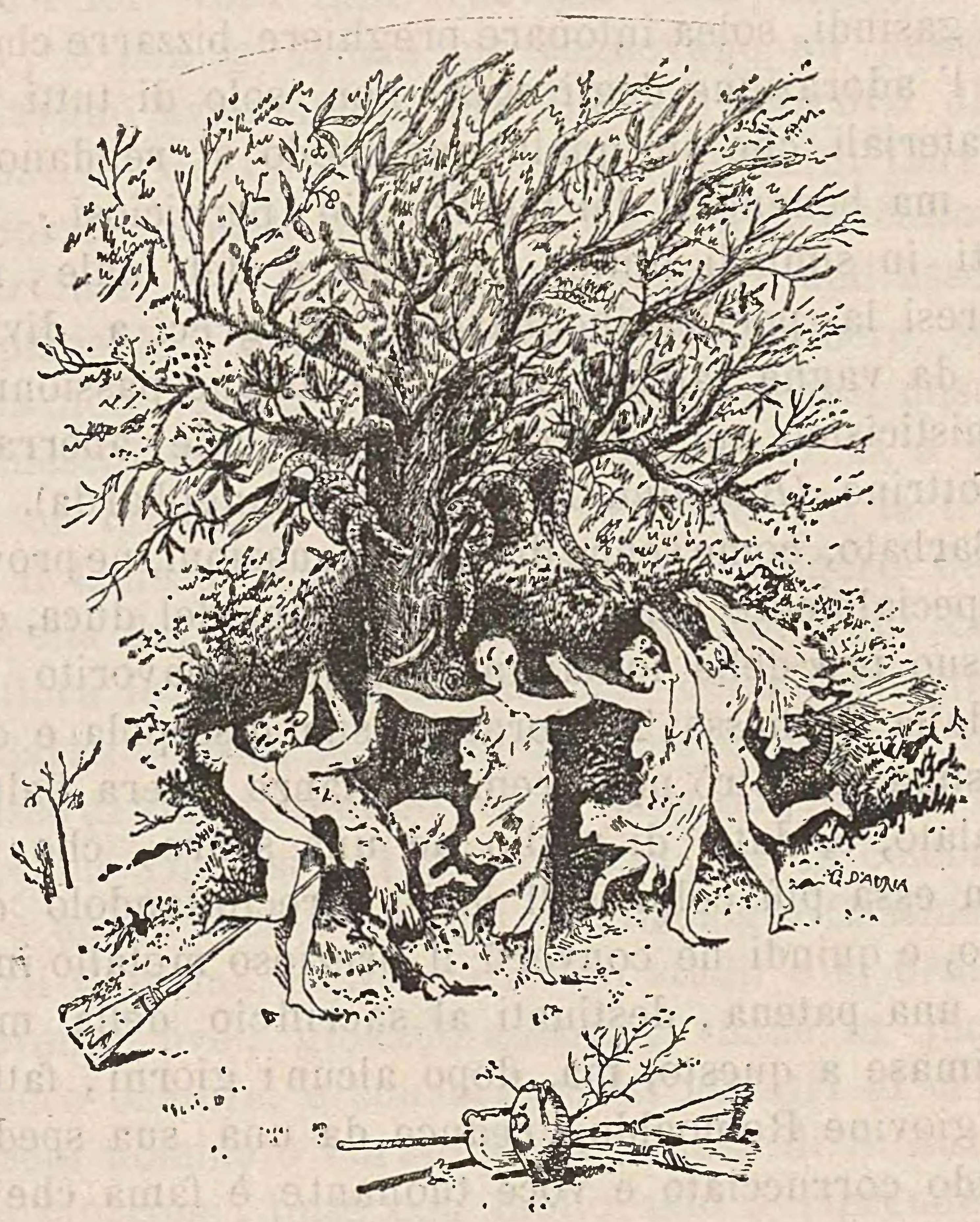
Ведьмы из Беневенто

Первые упоминания легенды о ведьмах Беневенто датируются по меньшей мере XIII веком. Распространение этих легенд — одна из причин популярности Самния. Знаменитое убеждение, что Беневенто являлось местом шабаша итальянских ведьм, имело широкие последствия, размывая границы между реальностью и выдумкой. В разные времена многие писатели, художники и музыканты вдохновлялись этой историей и отражали её в своём творчестве.

## Происхождение легенды
Существует много гипотез о возникновении этой легенды. Хоть конкретных упоминаний о ведьмах в истории и не было, именно смешение всех сказаний и дало Беневенто такую славу.

### Культ Исиды

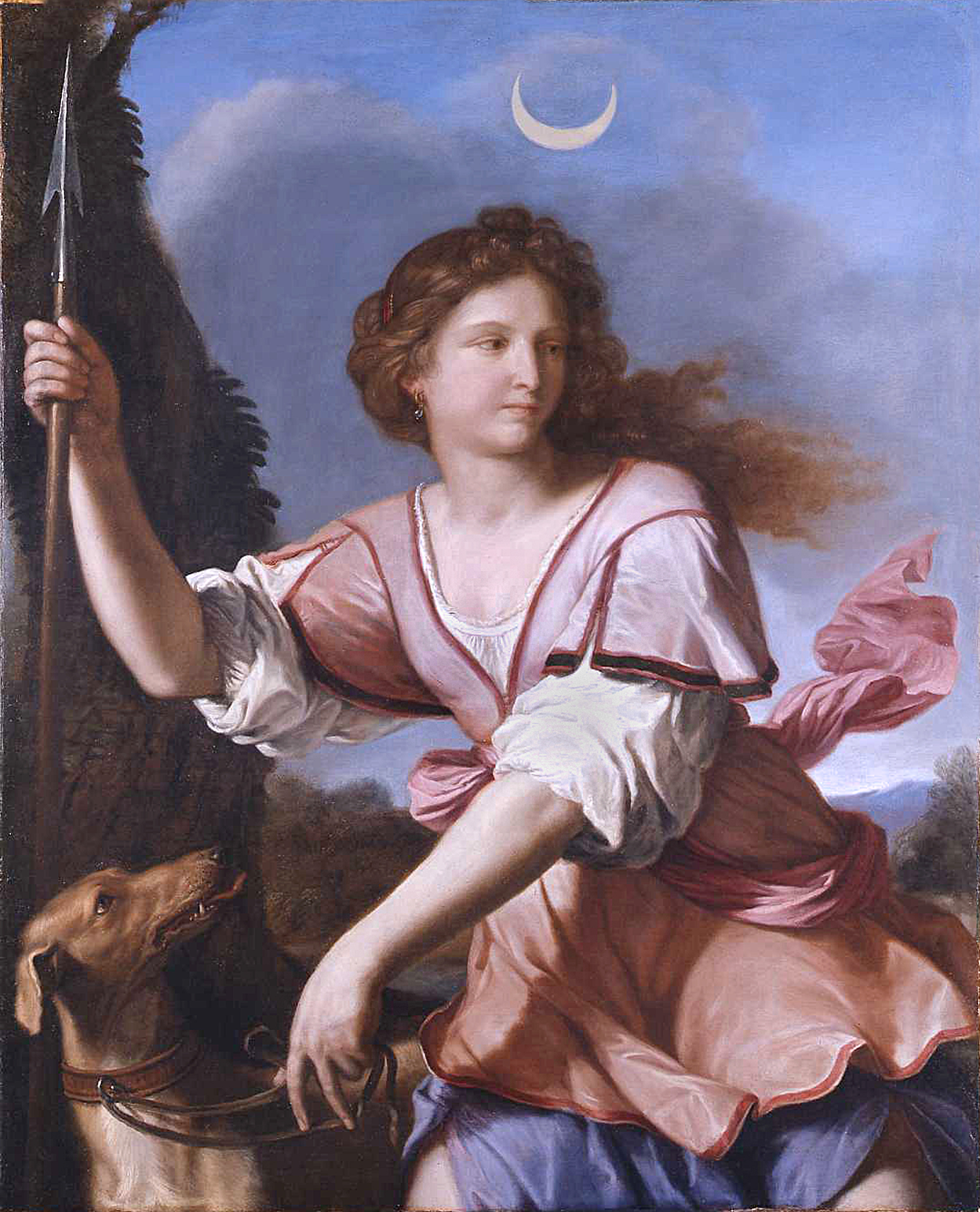
«Диана», (1658), Гверчино

В течение короткого периода Римской эпохи по Беневенто распространился культ Исиды, египетской богини Луны. Однако и просуществовал он недолго. Кроме того, у императора Домициана даже был возведен храм в её честь.
Этот культ был своего рода частью тримурти: она отождествлялась с Гекатой, древнегреческой богиней преисподней, и с Дианой, римской богиней охоты.
Вероятно, в основе культа Исиды стоят элементы язычества, которые сохранялись и в последующих веках: описывая многих ведьм, легенды зачастую приписывали им способности Гекаты, а оригинальное наименование «janara», возможно, изменённая версия имени Диана.

### Ломбардские ритуалы
Итальянский учёный и публицист из Беневенто Пиетро Пиперно в своём эссе «О суеверном ореховом дереве Беневенто» указал, что легенда восходит аж к VII веку. В то время Беневенто был столицей Ломбардского герцогства. Во время правления герцога Ромуальда I местные жители поклонялись золотой гадюке (возможно, крылатой или с двумя головами), которая, вероятно, имела связь с культом Исиды, так как богиня умела контролировать змей. На берег реки Сабато ломбарды регулярно приходили устраивать ритуалы и чествовать Одина, отца всех богов. Например, вывешивали шкуры коз на священные деревья. Воины, чтобы добиться благосклонности богов, кружили вокруг деревьев на лошадях и копьями поражали эти шкуры, стараясь оторвать клочки плоти, которые позже съедались. В этом ритуале прослеживается практика жертвоприношений и казней путём четвертования или растерзания человека. Таким образом, бог разрывал свою плоть на куски, что и стало впоследствии трапезой сторонников культа.
Христиане Беневенто связывали ломбардские ритуалы с уже устоявшимся убеждениями о ведьмах: женщины и воины в их глазах были напрямую связаны с колдовством, козы были воплощением Дьявола, а стоны — с оргиями, которые зачастую были частью их обрядов.
Священник Барбат из Беневенто открыто обвинял их в идолопоклонстве. Согласно легенде, когда Беневенто был осаждён силами византийского императора Константа II в 663 году, герцог Беневенто Ромуальд I пообещал Барбату отречься от язычества, если город и герцогство будут спасены. Констант отступил (согласно легенде, по божественной благодати), а Ромуальд I сделал Барбата епископом Беневенто.
Святой Барбат вырубил священное дерево, которому поклонялся культ Исиды, и разрезал его корни, а на этом месте построил церковь Святой Марии в Вото. Несмотря на обещание, Ромуальд I продолжал тайно поклоняться золотой гадюке, но в итоге его жена Теодорада передала её епископу. Барбат растопил змею и сделал неисчерпаемую чашу евхаристии.
Тем не менее, эта легенда не вяжется с историческими фактами. В 663 году герцогом Беневенто был Гримоальд. Ромуальд I же смог достичь этого статуса только когда Гримоальд, его отец, стал королём лангобардов. Важно не путать: жену Ромуальда I звали Теудерада. А Теодерада, в свою очередь, была женой Анспранда и матерью Лиутпранда. В любом случае, Павел Диакон не упоминал в своём сочинении ни эту легенду, ни предполагаемую веру Ромуальда I, который, вероятнее всего, исповедовал арианство, как и его отец Гримоальд.
Встречи ведьм из Беневенто под ореховым деревом считаются одной из главных особенностей этой легенды, но происходит она, вероятнее всего, из ломбардских обычаев. Тем не менее, эти особенности встречаются также в практиках культа Артемиды (древнегреческой богини, которая частично может быть уподоблена Исиде), существовавших в Анатолийском регионе Карии.

### Христианство
Первые столетия становления христианства характеризовались суровой борьбой против язычества, паганизма и традиционных культов. Главная идея заключается в том, что любой культ, подразумевающий более одного Бога, является по умолчанию сопричастным с Дьяволом. Это объясняет демонизацию всех ритуалов, проводимых ломбардскими женщинами в Беневенто, которые позже и были окрещены «ведьмами» в народном фольклоре. Хотя первоначально потенциальная нечестивость этих женщин никак не была связана с религией. Христианство изображало их как женщин, заключивших сделку с Дьяволом, предающихся оргиастским обрядам и являющимися бесплодными. Они являлись своего рода противоположностью Мадонне.

## Легенда
В последующие века легенда о ведьмах начала обрастать всё большими и большими слухами. Начиная с 1273 года в Беневенто начали фигурировать первые сообщения о собраниях ведьм. Как утверждала Маттеучиа де Франческо (ит.), которая была осуждена за колдовство в 1428 году, ведьмы регулярно встречались под неким ореховым деревом. Считается, что это именно то самое дерево, которое вырубил Святой Барбат, но, возможно, возросшее вновь с дьявольской помощью или, вероятнее всего, пересаженное самими же ведьмами из семени. Позже, в XVI веке, под ореховым деревом были найдены кости с недавно срезанной плотью, что создало вокруг этой истории огромный ажиотаж, порождая всё больше слухов и домыслов.

### Ореховое дерево
Согласно свидетельствам предполагаемых ведьм, ореховое дерево было очень высоким, с более зелёной кроной, чем у всех остальных деревьев, и в целом состояло из «пагубной природы». Существует большое количество гипотез о местонахождении речного берега Янар на реке Сабато, на котором стояло ореховое дерево. Легенда также не исключает, что этих мест могло быть больше одного. В своём эссе Пиетро Пиперно, собираясь доказать, что слух был ложным, приложил карту, на которой было указано возможное местонахождение сразу нескольких ореховых деревьев.
По другим версиям, ореховое дерево находилось в ущелье под названием Барбский пролив в коммуне Чеппалони по дороге в Авеллино. Там была роща, посреди которой стояла заброшенная церковь. По другой версии — местонахождение было в месте под названием Равнина Часовен. Об этом говорит даже исчезнувшая языческая башня, на месте которой была построена часовня для Святого Николая.
Ещё несколько ореховых деревьев, посадки которых имели форму круга, были около места, которое сейчас называется станция Порта Руфина (ит.), на окраине города, где ведьмы могли танцевать и воспевать «Отправимся к ореховому дереву в Беневенто над водой и над ветром».

## Шабаши и злые чары
Unguento, unguento

portami al noce di Benevento

sopra l'acqua e sopra il vento

e sopra ogni altro maltempo.
Зелье, зелье,

Перенеси меня к ореховому дереву Беневенто,

Над водой, по небесам,

И, прежде всего, минуя дурную погоду.
(Магическое заклинание, про которое говорили множество женщин, обвиняющихся в колдовстве, во время судебных процессов.)
Легенда гласит, что ведьмы, неотличимые от обычных женщин днём, ночью натирали свои подмышки (или свою грудь) мазью и взлетали, произнося волшебную фразу (указанную выше) верхом на мётлах из сорго. Ведьмы становились бесплотными, как ветер. Они предпочитали летать в штормовую погоду. В частности, считалось, что существует некий мост, с которого ведьмы из Беневенто обычно начинали свой полёт, и получивший название «мост яннаров». Но во время Второй мировой войны он был разрушен. Так же ночью они выводили лошадей из стойл, заплетали им волосы и, оседлав, гоняли их по кругу до тех пор, пока у лошадей не пойдёт пена изо рта, которой позже ведьмы натирали своё тело.
Ведьмы разного происхождения участвовали в шабашах под ореховым деревом. Эти шабаши состояли из пиршеств, танцев и оргий с духами и демонами в обличье котов и козлов. В то время это также называли «играми Дианы».
После шабашей ведьмы наводили на жителей города страх и панику. Считалось, что они способны вызывать выкидыши или уродства у новорождённых, заставлять людей страдать от страшных болей и болезней, а также время от времени испытывать щемящее чувство в груди, когда люди ложились на спину. Были и более безобидные проделки ведьм. Например, когда местные жители выводили своих лошадей рано утром из стойла, грива их была запутана, а сама лошадь уставшей как после изнурительного бега. В некоторых небольших деревнях Кампании среди пожилых людей даже распространялись слухи о том, что ведьмы похищали новорождённых из колыбелей. Чтобы закончить ритуал, они бросали детей в огонь, а после возвращали то, что от них осталось, обратно. 
Бесплотный облик позволял янарам беспрепятственно пробираться в дом через щель под дверью (это соответствовало одной из возможных этимологий слова «janara»: лат. ianua – дверь). По этой причине, на пороге дома хозяева обычно оставляли мётлы или немного соли – ведьма должна была пересчитать прутья метлы или крупинки соли прежде чем войти, но пока она считала, уже наступал день и она вынуждена была уйти. Эти два объекта были выбраны не случайно и имеют символическое значение: метла – это фаллический символ, противоположный бесплодию, полученному ведьмой из-за своих тёмных сил; соль была связана с защитой из-за созвучности: от латинского «salis» – «соль» и «salus» – «безопасность».
Если кто-то подвергался издевательствам от янары, то, чтобы спастись от колдовства, нужно было не оглядываясь крикнуть: «Приходи в воскресенье и получишь соль». Если янары были упомянуты в разговоре, следовало незамедлительно отпугнуть ведьм, сказав «Сегодня суббота».

## Другие ведьмы в Беневенто
Помимо янар, в народном фольклоре также упоминались и другие ведьмы из Беневенто. Цуккулара (хромой человек) наводила ужас на Триджио, средневековый ломбардский квартал в районе Римского театра. Такое называние произошло из-за громкого цоканья её обуви. Вероятно, этот образ происходит от носившей одну сандалию Гекаты, которую часто связывают с перекрёстками (название Триджио происходит от латинского «trivium» – «перекрёсток, распутье»).
Существовала и маналонга (одна с длинной рукой) – ведьма, которая жила в водоёмах и тащила на дно всех проходящих мимо. Страх перед глубокими водами, которые люди считали проходом в ад, был заимствован: на крутом обрыве под мостом янар есть омут, в котором внезапно образуются водовороты. Их окрестили «водоворотом ада». Также были урии – домашние духи, которые повторяют ларов и пенатов римских времён.
Считается, что легенда о ведьмах сохранилась до наших дней. Она поддерживается анекдотами, различными суевериями и страхом перед сверхъестественными событиями.

## Гонения
Начало охоты на предполагаемых ведьм, можно считать, началось с проповеди Бернардина Сиенского. В XV веке он проповедовал идеи отказа от колдовства, в частности, в отношении ведьм из Беневенто. Бернардин во всеуслышание осудил их перед людьми как ответственных за все стихийные бедствия и прямо заявил, что их нужно уничтожить.
Последний стимул к охоте на ведьм появился после публикации Малея Малефикарума в 1486 году, в которой рассказывалось о том, как распознать ведьм, и как эффективно допрашивать их, используя самые жестокие пытки. С XV по XVII века многие конфессии, которые часто упоминали шабаши в Беневенто, таким способом защищались от предполагаемых ведьм. Появились такие общие элементы, как: полёты или практики с выпиванием детской крови; однако так же появились и расхождения: например, частота их встреч. В подавляющем большинстве, «ведьм» сжигали на костре, отправляли на виселицу или подвергали иным более или менее жестоким смертным казням.
Только в XVII веке пришло осознание, что правдивые признания не могут быть добыты путём пыток. Во время эпохи Просвещения, Джироламо Тартаратти  пытался разумно объяснить эту легенду. В своих работах в 1749 году он объяснил, что полёт ведьм – это всего лишь галлюцинации, спровоцированные болезненной верой этих женщин в Дьявола. А 1745 году священник Лудовико Антонио Муратори утверждал, что ведьмами были только психически больные женщины. Самая вероятная гипотеза заключалась в том, что в состав мази, которую втирали себе ведьмы, входило какое-то галлюциногенное вещество.
Местный историк Абеле Де Блазио сообщил, что в архиепископском архиве Беневенто хранились записи о более, чем двухстах судебных процессах за колдовство. Но в 1860 году большую часть из них пришлось уничтожить, чтобы ещё сильнее не разжечь антиклерикальные идеи, которые сопровождали эпоху итальянского объединения. Оставшаяся часть документов была утеряна из-за бомбардировок во время Второй мировой войны.

## Рассказы
Как и во всех популярных верованиях, легенда о ведьмах подпитывается множеством широко распространенных сказок.
- Мужчина, увидев, что его жена помазалась мазью и вылетела в окно, понял, что она была янарой, и заменил волшебную мазь на обычную. На следующий вечер его жена разбилась насмерть, выпав из окна дома.
- Бернардин Сиенский в своей проповеди рассказал о семье кардинала, который, прибыв в Беневенто, присоединился к ночному пиршеству, взяв с собой не говорившую в течение трех лет девочку из церкви. Позже выяснилось, что она была янарой.
- Сказка, возможно, вытекающая из неаполитанской поэмы XIX века под названием «История знаменитого орехового дерева Беневенто». В ней рассказывается о женатом на янаре мужчине, который в один день попросил отвезти его на шабаш. Во время пиршества мужчина попросил соль, так как его еда была безвкусной, но как только он её посолил, весь шабаш моментально исчез.

## Культурное влияние
Итальянские и зарубежные поэты и писатели, а также музыканты, художники и другие деятели искусства, рассказывают истории о ведьмах, вдохновляясь легендой Беневенто.
- Ученый и писатель Франческо Реди написал рассказ под названием «Горбун Перетолы». В произведении рассказывается история местного горбуна. Он завидовал другому горбуну из-за того, что тому посчастливилось встретить ведьм из Беневенто, которые, сжалившись, исправили его уродство. Когда и сам главный герой встретил ведьм, то он без уважения потребовал помочь ему. Правда, вместо этого ведьмы наказали его, добавив второй горб.
- «Орех Беневенто» (итал. Il noce di Benevento) — фантастический балет Сальваторе Вигано на музыку Франца Зюсмайера. Сюжет спектакля основан на народной легенде о том, как вокруг считавшегося волшебным орехового дерева города Беневенто ведьмы устраивали свой шабаш.
- Около 1813 года Никколо Паганини присутствовал в «Ла Скала» на одном из представлений балета Вигано-Зюсмайера «Орех Беневенто». Вдохновившись сценой безудержной пляски колдуний, поразившей его воображение, Паганини написал сочинение, ставшее одним из самых знаменитых в его творчестве — «Ведьмы», вариации на тему балета «Орех Беневенто» для скрипки с оркестром (Вариации на четвёртой струне).
- В игре Resident Evil 8: Village присутствует ведьма-кукловод с похожей фамилией Беневиенто.
- Футбольный клуб «Беневенто» из одноимённого города: прозвище клуба «Ведьмы», а на эмблеме изображена ведьма, летящая на метле.

- Итальянский ликёр «Strega» (ит.) получил название в честь легенд о ведьмах в Беневенто.